# Rivadavia Airport
Rivadavia Airport är en flygplats i Argentina.   Den ligger i provinsen Mendoza, i den centrala delen av landet, 1 000 km väster om huvudstaden Buenos Aires. Rivadavia Airport ligger 662 meter över havet.
Terrängen runt Rivadavia Airport är platt. Närmaste större samhälle är San Martín, 16,4 km norr om Rivadavia Airport.
Trakten runt Rivadavia Airport består till största delen av jordbruksmark. Runt Rivadavia Airport är det ganska glesbefolkat, med 26 invånare per kvadratkilometer.